# Ábba
Aba ou  Ábba (אבא)  é um vocábulo que significa pai em várias das línguas semíticas. Pode também ser transcrito como "Ab" ou "Aba". É utilizado corriqueiramente na língua aramaica para referir-se carinhosamente ao genitor, mas adquiriu um significado sagrado para algumas religiões.
Entre os cristãos, por exemplo, é utilizado para designar o Deus Pai, aparecendo quatro vezes no Novo Testamento (Marcos 14:36; Mateus 26:39; Romanos 8:15; Gálatas 4:6), com a respectiva tradução grega.

## Uso na Bíblia
Esta palavra aparece três vezes na Bíblia. Ocorre sempre numa forma transliterada no grego original e frequentemente é transliterada nas traduções em português. Toda vez, o termo é logo seguido pela tradução ho pa·tér em grego, que literalmente significa "o pai", ou, usado como vocativo, "ó Pai". Em cada caso, é usada com referência ao Pai celeste, Javé, Deus.
O evangelista Marcos registra que Jesus usou este termo ao orar a Deus no Getsêmani, pouco antes de sua morte, dizendo: «Aba, Pai, tudo te é possível; afasta de mim este cálice: todavia não seja o que eu quero, mas o que tu queres» (Marcos 14:36). Eis aqui o fervoroso apelo de um filho a um pai amado, seguido rapidamente pela garantia de que, em qualquer caso, ele permaneceria obediente.
As duas outras vezes que esta palavra aparece são nas epístolas do apóstolo Paulo, em Romanos 8:15 e Gálatas 4:6. Nestes casos, a palavra indica a intimidade da relação dos cristãos com seu Pai, Deus.

## Importância do uso
Ao invés de a verem apenas como uma tradução do aramaico para o grego, alguns veem no uso de "Ab·bá" e de "Pai" juntos, primeiro, o crédito, a confiança e a submissão de um filho, seguidos pelo apreço maduro da relação filial e das suas responsabilidades. Na Bíblia, nos tempos apostólicos, os cristãos utilizavam o termo "Ab·bá" em suas orações a Deus.
A palavra "Ab·bá" veio a ser aplicada como título de honra aos rabinos judeus, nos primeiros séculos da A.D., e é encontrada como tal no Talmude Babilônico.  Quem atuava na qualidade de vice-presidente do Sinédrio judaico já tinha o título de ’Av, ou Pai, do Sinédrio. Em períodos posteriores, este título foi também aplicado aos bispos das igrejas cóptica, etíope e síria, e, mais especificamente, tornou-se o título do Bispo de Alexandria, tornando-o assim o "papá" ou "papa" daquela parte da igreja oriental. As palavras portuguesas "abade" e "abadia" derivam ambas da palavra aramaica "ab·bá".